# You've Got a Habit of Leaving
You've Got a Habit of Leaving is een nummer geschreven door de Britse muzikant David Bowie en uitgebracht op single onder de naam Davy Jones & The Lower Third in 1965. Het was het laatste nummer dat Bowie uitbracht onder zijn geboortenaam David Jones voordat hij zijn naam veranderde om verwarring met The Monkees-zanger Davy Jones te voorkomen. Het was de eerste van twee singles die hij opnam met de band The Lower Third nadat hij zijn vorige band The Manish Boys verliet.
Met The Lower Third nam Bowie verder afstand van de veramerikaniseerde rhythm-and-blues van zijn eerste twee singles en ging meer richting het geluid van The Who. Een typisch concert uit deze periode kon echter zowel "Mars" uit The Planets van Gustav Holst als "Chim Chim Cheree" uit Mary Poppins bevatten. Bowie's toekomstige manager Ken Pitt was aanwezig bij een van deze concerten, waarbij de band afsloot met het nummer "You'll Never Walk Alone".
In 2000 nam Bowie een nieuwe versie van het nummer op voor zijn album Toy, dat nooit officieel uitgebracht werd. Het nummer was bijna twee keer zo lang als het origineel en verscheen op de B-kant van het nummer "Slow Burn", de deluxeversie van het album Heathen en de Britse uitgave van het nummer "Everyone Says 'Hi'".

## Tracklijst
- Beide nummers geschreven door David Bowie (als Davy Jones).

1. "You've Got a Habit of Leaving" - 2:31
2. "Baby Loves That Way" - 3:03

## Muzikanten
- Davy Jones: zang, alt- en tenorsaxofoon, mondharmonica
- Denis 'T-Cup' Taylor: leadgitaar
- Graham 'Death' Rivens: basgitaar
- Phil Lancaster: drums